# Bugøya
Bjarkøya (en Nordsamisk Buođggáidsuolu) est une île inhabitée du comté de Finnmark, sur la côte de la mer de Norvège. L'île fait partie la municipalité de Sør-Varanger.

## Description
L'île de 0,81 km2 est située dans le Varangerfjord près du village de pêcheurs de Bugøynes (en), à 1.400 km d'Oslo. 